# 小行星9205
小行星9205（9205 Eddywally）是一颗绕太阳运转的小行星，为主小行星带小行星。该小行星于1994年8月10日发现。

## 轨道参数
小行星9205的轨道半长轴为3.1585226 UA，离心率为0.131。